# Lancia Eta
Prodotta a partire dalla fine del 1911, la Lancia Eta affiancava la sorella Epsilon sino alla fine del 1912; nel 1913, sparita di scena la Epsilon, la Eta rimaneva il solo modello prodotto dalla Lancia.
Nel 1914 la Eta lascerà il passo alla celebre Theta.

## Il contesto
Meccanicamente, la Eta si faceva notare per una interessante modifica alla trasmissione, dove la frizione (multidisco) non era più a bagno d'olio ma "a secco" (rimaneva a bagno d'olio solo per gli esemplari destinati all'esportazione in Gran Bretagna). Molti particolari tecnici venivano modificati e migliorati, ma era il sistema di raffreddamento a subire le maggiori trasformazioni, con l'ingrandimento del passaggio d'acqua nella parte bassa dei cilindri e con lo spostamento del radiatore, che veniva munito di serbatoio d'espansione.
Caratterizzata da un telaio corto e leggero, secondo alcuni la Eta sarebbe stata equipaggiata con motore di 5 litri di cilindrata (alesaggio mm 100, corsa mm 160, cilindrata cmc 5026,54): molte fonti anche autorevoli, invece, sostengono che il motore montato sulla Eta avesse le stesse dimensioni (alesaggio mm 100 e corsa mm 130, cilindrata cmc 4084,07) della precedente Epsilon.
Rimarcabile il successo commerciale della Eta, con 491 unità costruite tra la fine del 1911 e il gennaio 1914.

## Caratteristiche tecniche
- Periodo produzione : anni 1911-1914
- Motore : Tipo 60; motore anteriore, longitudinale, a 4 cilindri in linea, monoblocco (in ghisa), alesaggio mm 100, corsa mm 130, cilindrata totale cm³ 4084,07: //da notare che secondo alcune fonti il motore aveva invece una corsa mm 160 per una cilindrata totale di cm³ 5026,54 //, testa cilindri fissa, basamento in lega d'alluminio, distribuzione a valvole laterali parallele (2 valvole per cilindro) comandate  tramite un albero a camme laterale  (nel basamento) azionato da ingranaggi; albero motore su tre supporti; rapporto di compressione 5:1, potenza massima CV 60 a 1.800 giri/minuto; alimentazione mediante pompa (azionata dall'albero a camme) con carburatore verticale monocorpo Lancia a 2 ugelli; accensione a magnete ad alta tensione (Bosch) con valore dell'anticipo regolabile manualmente; lubrificazione forzata, con pompa; capacità del circuito di lubrificazione litri 9; raffreddamento ad acqua, circolazione forzata, radiatore a tubi alettati, ventola meccanica;
- Trasmissione : ad albero con giunti cardanici, trazione sulle ruote posteriori; frizione multidisco a secco; cambio (scatola in lega leggera) a 4 rapporti più retromarcia con comando a leva laterale; rapporti del cambio: 4,651:1 in prima, 2,326:1 in seconda, 1,550:1 in terza, presa diretta (1:1) in quarta, 3,521:1 in retromarcia; rapporto finale di riduzione (ingranaggi conici) 3,600:1 (15/54), disponibili anche i seguenti altri rapporti 3,267:1 (15/49), 3,0625 (16/49), 2,882:1 (17/49)
- Sospensioni: anteriormente ad assale rigido e balestre longitudinali semiellittiche, posteriormente ad assale rigido con balestre longitudinali semiellittiche
- Freni: freno a pedale (meccanico) agente sulla trasmissione e freno a mano (meccanico) agente sulle  ruote posteriori
- Ruote e pneumatici: ruote in legno a razze; pneumatici 820 x 120 oppure 835 x 135
- Sterzo: posizione guida a destra; sterzo a vite e ruota.
- Serbatoio carburante: capacità litri 70
- Telaio: in acciaio, a longheroni e traverse; passo cm 275, carreggiata anteriore cm 133 carreggiata posteriore cm 133; lunghezza del telaio cm 405,5, larghezza del telaio cm 161,5; peso del telaio, in ordine di marcia, Kg 880
- Prestazioni: velocità massima circa km/h 115 (velocità max nelle varie marce: 25 in 1a, 49 in 2a, 74 in 3a, circa 115 in 4a)
- Numerazione telai: tra il n° 862 ed il n° 1799 (la numerazione include, oltre al modello Eta, i modelli Epsilon e Zeta; secondo alcune fonti, la numerazione del modello Eta sarebbe compresa tra il numero 1215 ed il numero 1799; gli esemplari costruiti sono comunque 491)